# Mxaga
Mxaga (en rus: Мшага) és un poble de l'óblast de Nóvgorod, a Rússia, segons el cens del 2010 tenia 82 habitants.